# Corynomalus marginatus
Corynomalus marginatus es una especie de coleóptero de la familia Endomychidae.

## Distribución geográfica
Habita en Brasil y la Guayana francesa.